# Markus Jochum
Markus Jochum (* 12. Juli 1964 in St. Ingbert) ist ein ehemaliger deutscher Basketballspieler und -trainer.

## Werdegang

### Spieler
Seine Karriere begann Jochum in Dillingen an der Saar bei den BBF Dillingen. Als 20-Jähriger wechselte er zum USC Heidelberg in die 2. Basketball-Bundesliga. Von 1987 bis 1996 spielte der Aufbauspieler für die BG Ludwigsburg in der Basketball-Bundesliga. Mit Ludwigsburg erreichte er 1992 das Halbfinale um die Deutsche Meisterschaft sowie das Endspiel im DBB-Pokal, in dem man TTL Bamberg unterlag. Im Januar 1997 ging er zum USC Heidelberg in die 2. Bundesliga, für den bis zum Saisonende 1999/2000 spielte.
Jochum bestritt 62 A-Länderspiele für Deutschland. Seine beste Ausbeute in einem Länderspiel waren 23 Punkte, die er im Mai 1988 gegen Mexiko im Rahmen eines Turniers in Brasilien erzielte. Mit der bundesdeutschen Kadettenauswahl wurde er 1981 bei der Europameisterschaft dieser Wettkampfklasse Dritter. Es handelte sich um den ersten Medaillengewinn einer Auswahl des Deutschen Basketball-Bundes bei einer großen Meisterschaft.
Im Frühjahr 2012 gewann Jochum als Spieler mit der KuSG Leimen die Deutsche Meisterschaft der Ü45.

### Trainer
Im Anschluss an die Saison 1999/2000 wechselte Jochum beim Zweitligisten USC Heidelberg auf die Trainerbank. Bereits während seiner Spielerzeit hatte er Jugendmannschaften betreut und die Heidelberger A-Jugend 1999 ins Endspiel um die deutsche Meisterschaft geführt, das gegen Bayer Leverkusen verloren wurde. Nach sechseinhalb Jahren legte er das Traineramt bei den USC-Herren nieder und trainierte danach die Damen der KuSG Leimen in der 2. Damen-Basketball-Bundesliga. Für Leimen hatte er schon in seiner Freizeit in der Altherrenmannschaft gespielt. Zum Abschluss seiner Trainertätigkeit für die Damen erreichte er den Meistertitel in der 2. Bundesliga.
Zur Saison 2010/11 wurde er als Cheftrainer des Bundesligisten EnBW Ludwigsburg vorgestellt. Dort hatte er bereits als Spieler von 1987 bis 1996 gespielt und war zum Nationalspieler geworden. Nach einer Serie von sieben Niederlagen aus acht Spielen wurde Jochum im Dezember 2011 von seinen Aufgaben entbunden. Ab Sommer desselben Jahres betreute er als Trainer die Damenmannschaft der TG Sandhausen in der 2. Bundesliga. Nach dem Ende der Saison 2012/13 schied er in Sandhausen aus dem Amt und wurde Trainer der Junior Baskets Rhein-Neckar in der Nachwuchs-Basketball-Bundesliga.

## Sonstiges
Jochum hat in Heidelberg Mathematik und Sport studiert und war im Hauptberuf Lehrer am Helmholtz-Gymnasium Heidelberg. Im Juni 2010 wurde er als Lehrer freigestellt, um als Trainer des Basketball-Bundesligisten EnBW Ludwigsburg zu arbeiten. Seit Sommer 2012 ist er am Gymnasium Bammental als Mathematik- und Sportlehrer tätig.